# Prismatolaimus andrassyi
Prismatolaimus andrassyi is een rondwormensoort uit de familie van de Prismatolaimidae. De wetenschappelijke naam van de soort is voor het eerst geldig gepubliceerd in 1977 door Khera & Chaturvedi.